# آیر (رود)
رودخانه آیر رودی است که به اوس می‌ریزد. این رود از کشور بریتانیا می‌گذرد. رودخانه آیر در یورک‌شر انگلستان واقع است و ۱۴۸ مایل (۲۳۸ کیلومتر) طول دارد. در کتابچه راهنمای لیدز و آیردال چاپ ۱۸۹۰، نوشته شده که فاصله مالهام تا هاودن از طریق رودخانه ۵۸ مایل (۹۳ کیلومتر) است، بخشی از رودخانه در منطقه لیدز به وسیله احداث کانال کنترل گردیده است.

## نگارخانه

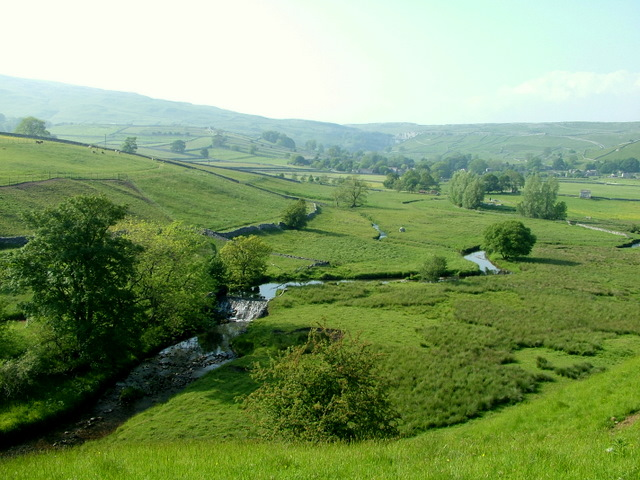
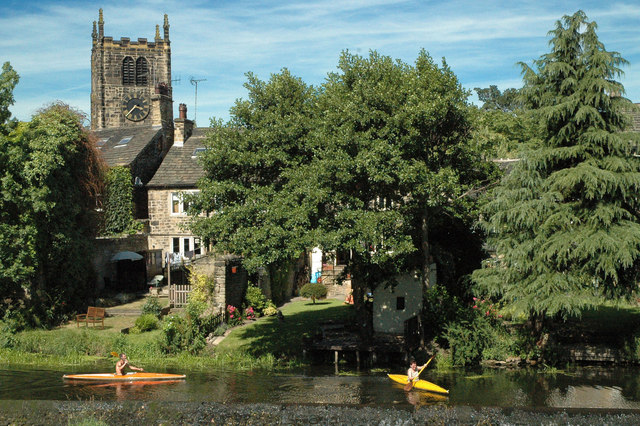
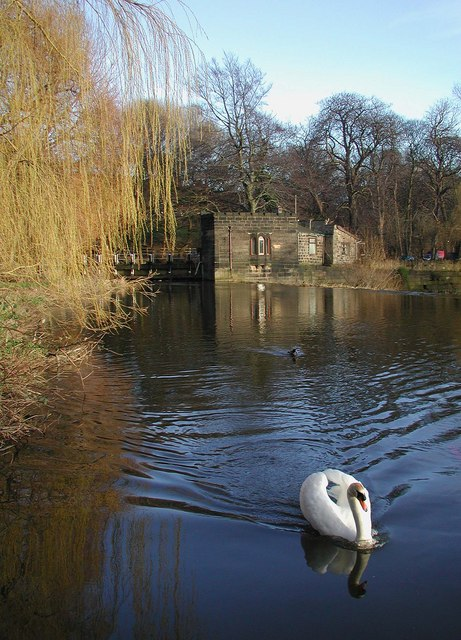
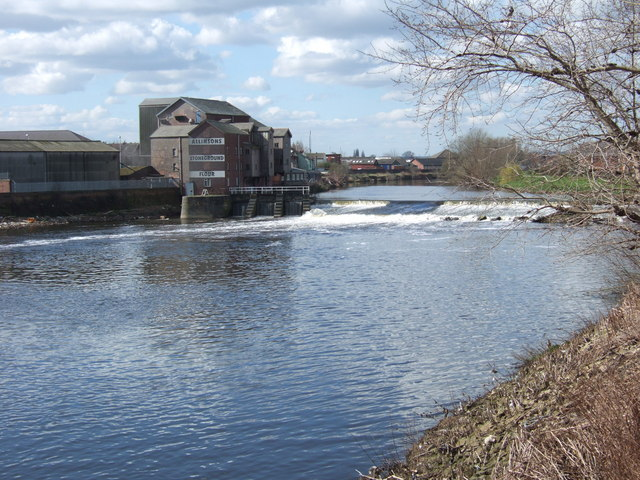
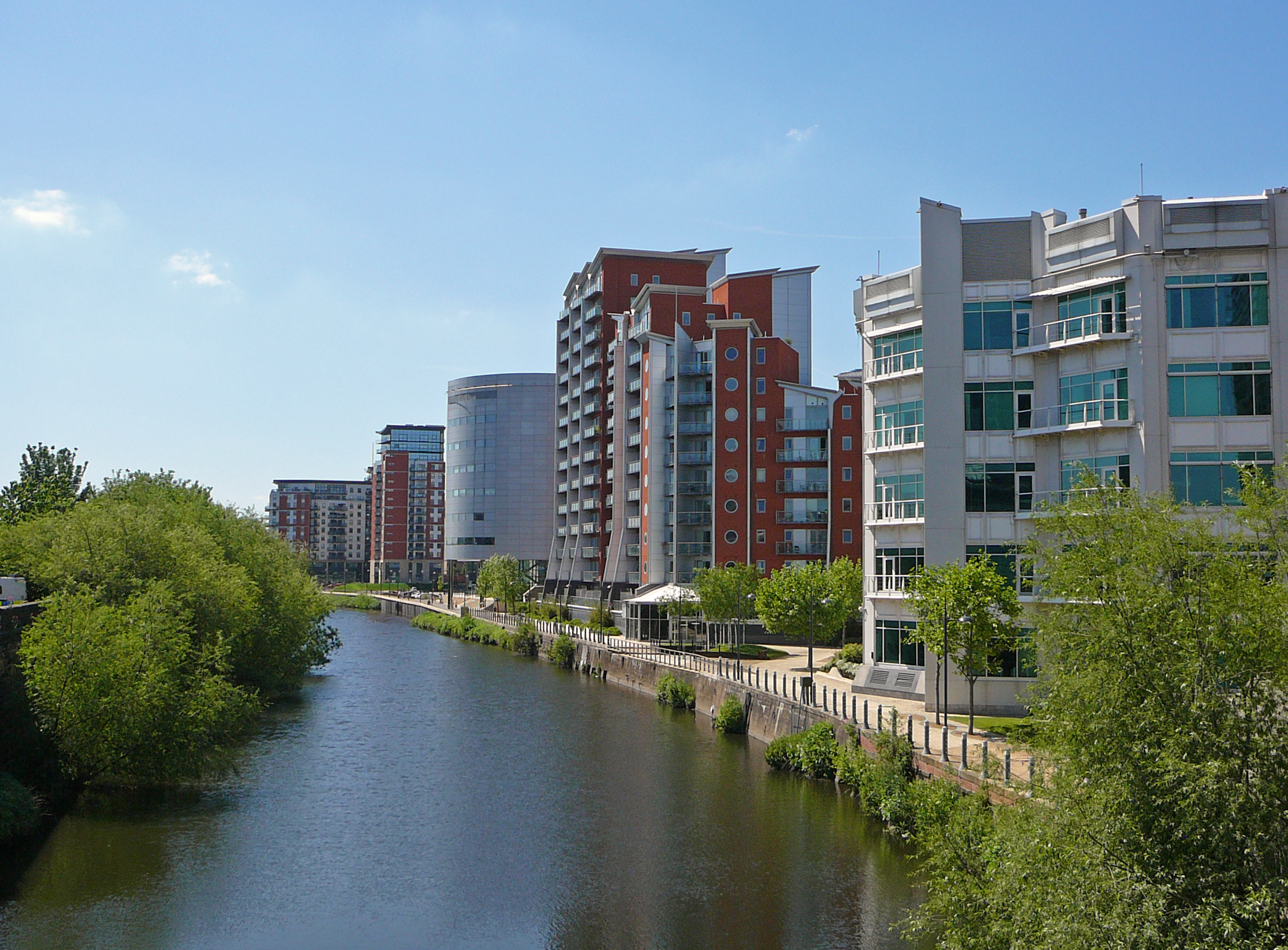